# Regalecus
Regalecus é um género de peixes da família Regalecidae, chamados vulgarmente de regalecos.

## Espécies
Actualmente são aceites três espécies neste género:
- Regalecus glesne
- Regalecus kinoi
- Regalecus russelli